# Xã Geneseo, Quận Tama, Iowa
Xã Geneseo (tiếng Anh: Geneseo Township) là một xã thuộc quận Tama, tiểu bang Iowa, Hoa Kỳ. Năm 2010, dân số của xã này là 364 người.